# Kuneš z Bělovic
Kuneš z Bělovic byl spolubojovník Jana Žižky, po jeho smrti vrchní hejtman sirotčího vojska. První zmínka o něm pochází z Prahy roku 1422.
V roce 1422 se společně s Janem Hvězdou z Vícemilic, zvaným Bzdinka, a Bohuslavem ze Švamberka pokusili o svržení Zikmunda Korybutoviče. Po Žižkově smrti 1424 se stal hejtmanem sirotčího vojska. Roku 1426 stál v čele jedné ze sirotčích hotovostí v bitvě u Ústí nad Labem.
Kuneše z Bělovic nakreslil Mikoláš Aleš podobně jako Jana Žižku – na koni, s palcátem v ruce.